# Potocki II
Potocki II (Potocki Hrabia II) – polski herb szlachecki, hrabiowska odmiana herbu Pilawa złotej odmiany.

## Opis herbu

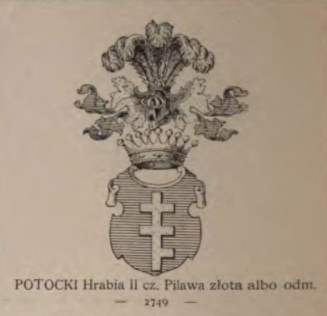
Herb Potocki II według Juliusza Ostrowskiego, Księga herbowa rodów polskich. Warszawa 1897 r.

### Opis historyczny
Juliusz Ostrowski blazonuje herb następująco:

W polu błękitnem — póltrzecia krzyża złotego bez prawego dolnego ramienia. Nad hełmem w koronie — pięć piór strusich. Labry błękitne podbite złotem.

### Opis współczesny
Opis skonstruowany współcześnie brzmi następująco:
Na tarczy o polu błękitnym półtrzeciakrzyż złoty.
Nad tarczą korona hrabiowska.
W klejnocie pięć piór strusich.
Labry herbowe błękitne, podbite złotem.

## Geneza
Herb należy do rodziny Potockich herbu Pilawa wywodzącej się z linii prymasowskiej. Otrzymał go Dominik Potocki starosta sokołnicki w Galicji, 20 września 1777 roku.

## Herbowni
Potocki.